# Aloys Coppenrath
Aloysius Wilhelm Coppenrath (* 9. Oktober 1933 in Groß Hesepe, heute Ortsteil von Geeste; † 20. März 2013) war ein deutscher Kaufmann und Unternehmer. Zusammen mit seinem Vetter Josef Wiese war er 1975 Gründer der Conditorei Coppenrath & Wiese, ein bedeutender Hersteller von Tiefkühl-Backwaren in Europa.

## Leben
Aloys Coppenrath entstammte einer alten emsländischen Bäckerfamilie. Er war ein Sohn von Aloys Coppenrath (1898–1942) und dessen Ehefrau Änne, geb. Grotemeyer (1899–1986), und wurde am 9. Oktober 1933 als siebtes von acht Kindern in Groß Hesepe geboren, wo er auch aufwuchs. Sein Abitur legte er am Gymnasium in Meppen ab. Ab 1952 absolvierte er in Bremen eine kaufmännische Ausbildung bei einer Wollimportfirma und arbeitete anschließend im Außendienst in der Verpackungsindustrie. Später stieg er in den elterlichen Betrieb Coppenrath Feingebäck in Groß Hesepe ein und sammelte so Erfahrung in der Backwarenherstellung.

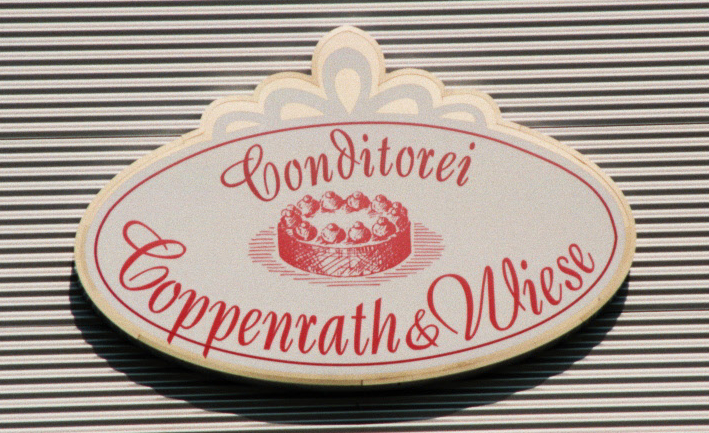
Firmenlogo von Coppenrath & Wiese

1974 entwickelte Aloys Coppenrath zusammen mit seinem Vetter Josef Wiese (1932–2009) den Plan, gefrorene Sahnetorten auf den Markt zu bringen und damit eine Marktnische zu besetzen – die Geschäftsidee einer derartigen „Konditorei in der Tiefkühltruhe“ war seinerzeit revolutionär. Das war die Geburtsstunde der Konditorei Coppenrath & Wiese, die sie am 1. Januar 1975 gründeten. Zu diesem Zweck pachteten die Vettern die ehemalige Molkerei in Westerkappeln. Während Coppenrath die kaufmännische Führung übernahm, brachte sich Wiese als Bäcker, Konditor und Tüftler in das Unternehmen ein.
Mit zunächst 35 Beschäftigten produzierte Coppenrath & Wiese tiefgekühlte Backwaren. Nach dem Erfolg des ersten Produktes, der „Wiener Platte“, und der von Wiese entwickelten Aufbackbrötchen wuchs das Unternehmen kontinuierlich. Zum Betrieb in Westerkappeln kamen unter anderem 1986 das seinerzeit erste Tiefkühl-Hochregallager der Bundesrepublik in Osnabrück-Atter und 1992 eine Konditorei in Mettingen hinzu. Nach deren Erweiterung 2003 löste sie den Standort Westerkappeln ab. Durch diese Erweiterungen entwickelte sich das Unternehmen zu einer der modernsten Konditoreien Europas und zu einem der international bedeutendsten Hersteller von Tiefkühl-Backwaren.
Zum 1. Januar 2005 schied die Familie Wiese aus dem Gesellschafterkreis aus und verkaufte ihre Anteile an die Familie Coppenrath. Zugleich zogen sich Aloys Coppenrath und Josef Wiese, beide nunmehr über 70 Jahre alt, aus der operativen Geschäftsführung zurück.
Coppenrath starb am 20. März 2013 im Alter von 79 Jahren. Er wurde am 26. März 2013 auf dem Heger Friedhof in Osnabrück beigesetzt.